# Stadio Internazionale del Cairo
Lo stadio Internazionale del Cairo (in arabo ستاد القاهرة الدولي‎?, Stād al-Qāhirah al-dawlī) è un impianto sportivo che può contenere 74 100 spettatori.
Ospita molto spesso le partite della nazionale egiziana ed è lo stadio di casa dei due principali club cittadini, l'Al-Ahly e lo Zamalek.

## Storia
Completato nel 1960, venne inaugurato il 23 luglio dello stesso anno dal presidente Nasser, in occasione dell'anniversario del golpe ai danni del re Fārūq I.
Nel 2005, in preparazione alla Coppa delle nazioni africane 2006, subì dei piccoli interventi, su tutti l'aggiunta in tutti i settori di poltroncine fisse, anche se questa operazione limita la capienza massima dell'impianto: prima che venissero poste le poltroncine, per alcune importanti partite calcistiche a livello nazionale (come il derby del Cairo tra Al-Ahly e Zamalek) e internazionale riusciva a contenere più di 120 000 persone.
È lo stadio simbolo del calcio egiziano: qui la nazionale egiziana ha vinto la Coppa delle nazioni africane 1986 e qui ha disputato tutte le partite della vittoriosa Coppa delle nazioni africane 2006. 
È presente attorno al campo da gioco una pista di atletica (di colore blu) a 8 corsie.

## Trasporti
Lo stadio è situato a Nasr, distretto del Cairo, a 10 km dall'aeroporto internazionale del Nozha e a 30 km nord-est (circa 30 minuti senza traffico) dai sobborghi centrali della capitale.

## Partite importanti disputate

### Finale Campionato mondiale di calcio Under-20 2009
| Arbitro: | Frank De Bleeckere |

|                                                |                      |                                                          |
| Ayew Inkoom Mensah Addae Adiyiah Agyemang-Badu | Tiri di rigore 4 – 3 | Kardec Giuliano Douglas Costa Souza Maicon Alex Teixeira |